# Aviazione Legionaria
Aviazione Legionaria (česky "Legionářské letectvo") byla letecká jednotka vyslaná Italským královským letectvem (Regia Aeronautica) v průběhu Španělské občanské války na pomoc Frankovým nacionalistům. Italští letci zde bojovali v součinnosti s německou Legií Condor.
Aviazione Legionaria bojovala ve Španělsku od srpna 1936 do konce války v březnu 1939. Svoji hlavní základnu měla na Mallorce.

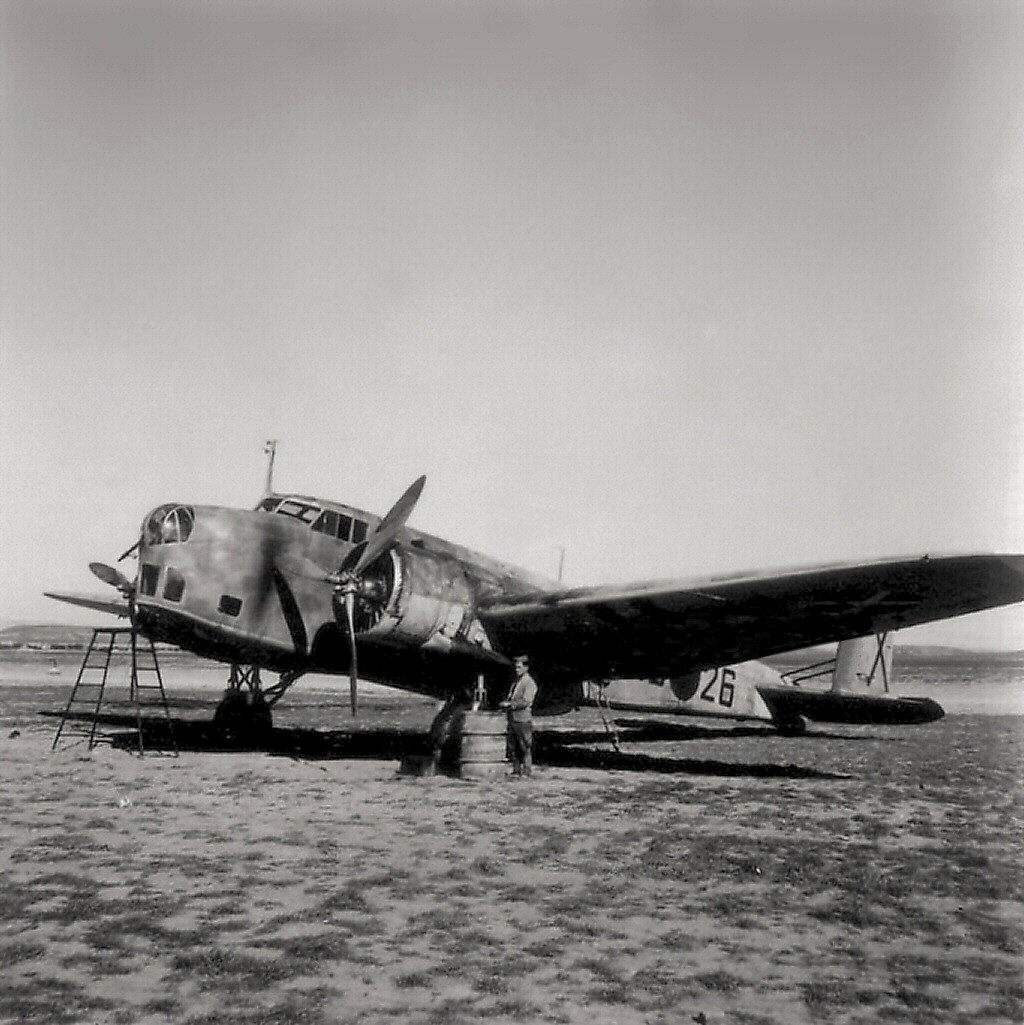
Fiat BR.20

Italové vyslali do Španělska celkem 758 letadel. Byly to:
- Fiat CR.32 – stíhací dvouplošník (377 strojů)
- Fiat G.50 – stíhací letoun (12 strojů)
- Fiat BR.20 – dvoumotorový bombardovací letoun (113 strojů)
- Savoia-Marchetti SM.79 – třímotorový střední bombardér (100 strojů)
- Savoia-Marchetti SM.81 – bombardér (64 strojů)
- Breda Ba.65 – jednomotorový bitevní letoun (12 strojů)
- Hydroplány – různé typy (asi 22 strojů)
- Transportní letouny – různé typy (asi 53 strojů)
- Letouny pro přepravu mužstva – různé typy (asi 10 strojů)